# ساقدوش داماد

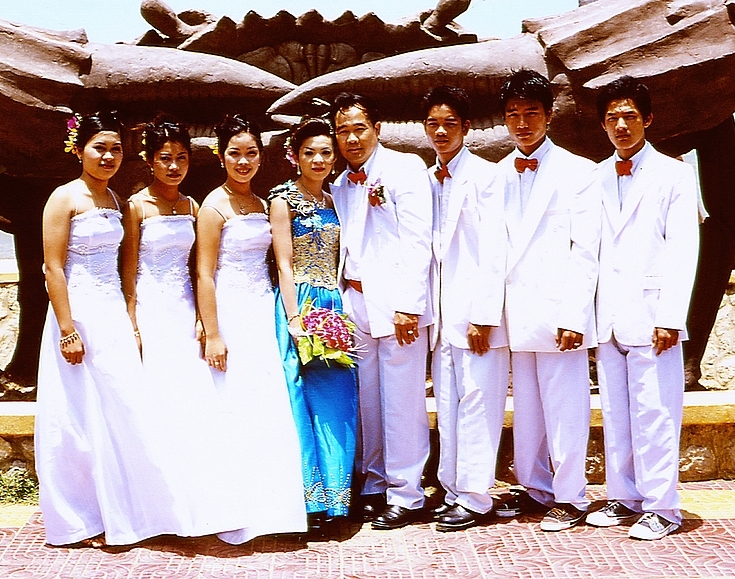
سه ساقدوش داماد در سمت راست و سه ساقدوش عروس در سمت چپ این عروس و داماد ایستاده‌اند، کامبوج.

ساقدوش داماد یا شاه‌بالا یا شه‌باله که ترکی‌اش ساقدوش می‌شود به کسی گویند که قد و بالایش همسان داماد (شاه) و همچون او آراسته باشد و شب عروسی دوش به دوشش راه رفته و همراهش به خانهٔ عروس برود. ساقدوش از ترکیب واژه «ساق» که در ترکی بمعنی سمت راست است و کلمه «دوش» فارسی بمعنی کتف تشکیل شده است.

## در شهرضا
در عروسی سنتی در شهرضا معمولاً دو نفر ساقدوش داماد هستند، وظیفه این دو نفر پوشاندن لباس‌ها به تن داماد بوده و از طرف خانوادهٔ عروس یک پیراهن یا زیرپیراهن به هر کدام از ساقدوش‌های داماد هدیه می‌شود.